# Christopher Merret
Christopher Merret (ur. 16 lutego 1614 w Winchcombe, zm. 19 sierpnia 1695) – angielski lekarz i przyrodnik, jako pierwszy zaproponował doprawienie wina cukrem w celu otrzymania wina musującego.

## Życiorys
Christopher Merret urodził się 16 lutego 1614 roku w Winchcombe w Gloucestershire. Od 1632 roku uczęszczał do Gloucester Hall w Oksfordzie (późniejsze Worcester College). Studia medyczne ukończył w 1636 roku, a stopień dokotora uzyskał w 1643 roku. Po zakończeniu nauki pracował jako lekarz w Londynie, a od 1651 roku należał do Royal College of Physicians. Należał też do Royal Society i kierował jego komisją historii handlu, ale w 1685 roku został usunięty z jego szeregów. Kolekcjonował nowe wówczas gatunki roślin, tworzył ogród zielny oraz kompletował jeden z pierwszych katalogów flory, fauny i minerałów Wielkiej Brytanii (Pinax Rerum Naturalium Britannicarum, 1666). Jego część poświęcona ptakom jest pierwszą listą brytyjskich gatunków ptactwa. Jest także znany z opisania pomysłu dodania cukru do wina w celu przekształcenia go w wino musujące, który przedstawił w prezentacji Some observations concerning the ordering of wines 17 grudnia 1662 roku członkom Royal Society. Opracował też butelkę ze szkła wzmocnionego domieszkami żelaza, manganu i węgla, która nadawała się do przechowywania wina musującego. Zmarł 19 sierpnia 1695 roku.